# Marinewerft Gölcük
Die Marinewerft Gölcük (türkisch Gölcük Donanma Tersanesi) ist eine Werft der türkischen Marine. Sie wurde 1926 in Gölcük gegründet und liegt innerhalb des gleichnamigen Marinestützpunkts am Golf von İzmit, einer Bucht im Osten des Marmarameeres.

## Geschichte

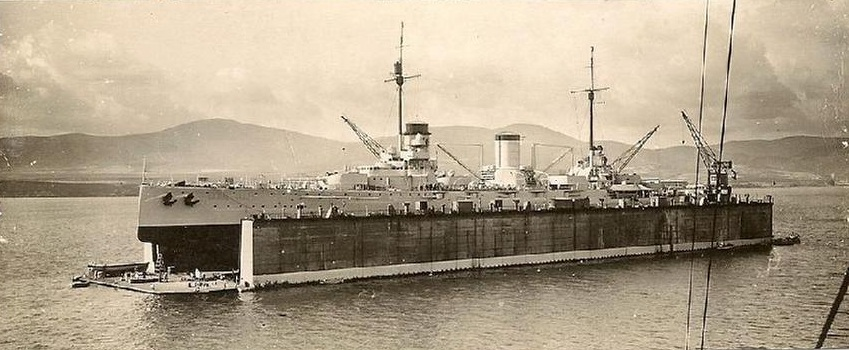
Yavuz Sultan Selim um 1928 im Schwimmdock

Die ehemalige Goeben, die ab 1914 als Yavuz Sultan Selim (später Yavuz) für das Osmanische Reich im Dienst war, sollte nach dem Ersten Weltkrieg wieder instand gesetzt werden. Durch den Vertrag von Sèvres, der eine Entmilitarisierung der türkischen Meerengen vorsah, musste ein anderer Werftstandort gefunden werden. Ein neues Schwimmdock, groß genug für die Yavuz und geliefert von den Flender-Werken, wurde dann vor Gölcük verankert.  Die Werftinfrastruktur vom Bosporus wurde danach systematisch nach Gölcük verlegt und ausgebaut.
Nach dem Abschluss der Reparaturarbeiten an der Yavuz begann die Werft mit dem Bau ihres ersten Schiffes. Es war der Tanker Gölcük, der 1935 vom Stapel lief und bis 1983 im Dienst war.
Nach dem Beitritt der Türkei zur NATO im Jahr 1952 wurde die Werft auch international unterstützt. Das Erdbeben von Gölcük 1999 verursachte schwere Schäden an den Werftanlagen, sodass von der Marineführung entschieden wurde, Teile der Schiffbauaktivitäten zur neuen Marinewerft Istanbul zu verlagern.

## Schiffbau
Die nachfolgende Aufzählung ist eine Auswahl von Neubauten:
- 11 U-Boote der Klasse 209 in Zusammenarbeit mit Howaldtswerke-Deutsche Werft
- 1 U-Boot der Klasse 214TN in Zusammenarbeit mit ThyssenKrupp Marine Systems gebaut, fünf weitere in Planung oder im Bau
- 4 Fregatten des Typs MEKO 200 TN in Zusammenarbeit mit Blohm + Voss
- 8 Korvetten der Kılıç-Klasse in Zusammenarbeit mit der Fr. Lürssen Werft